# RKSV Volendam in het seizoen 1958/59
Het seizoen 1958/1959 was het vierde jaar in het bestaan van de Volendamse betaaldvoetbalclub Volendam. De club kwam uit in de Eerste divisie A en eindigde daarin op de eerste plaats, dit hield in dat de club rechtstreeks promoveerde naar de Eredivisie. Tevens deed de club mee aan het toernooi om de KNVB Beker, hierin werd in de vierde ronde verloren van Sparta (3–7).

## Wedstrijdstatistieken

### Eerste divisie A
|       | AGOVV | Alkmaar '54 | BVV   | D.F.C. | De Graafschap | Eindhoven | Fortuna | Haarlem | Helmond | Leeuwarden | Limburgia | SVV   | VSV   | Wageningen | ZFC   |
| ----- | ----- | ----------- | ----- | ------ | ------------- | --------- | ------- | ------- | ------- | ---------- | --------- | ----- | ----- | ---------- | ----- |
| Thuis | 1 – 0 | 1 – 0       | 1 – 0 | 4 – 3  | 0 – 1         | 5 – 2     | 5 – 1   | 3 – 0   | 3 – 1   | 3 – 1      | 1 – 1     | 1 – 2 | 1 – 0 | 6 – 2      | 2 – 1 |
| Uit   | 0 – 3 | 1 – 2       | 1 – 1 | 2 – 1  | 1 – 2         | 0 – 4     | 2 – 0   | 3 – 2   | 0 – 1   | 3 – 3      | 1 – 4     | 1 – 3 | 0 – 6 | 1 – 1      | 0 – 2 |

### KNVB Beker
| 1e ronde                                  | Volendam                                                                                          | 2 – 0         | OSV                            |
| 30 april 1959 Plaats: Volendam Julianaweg | Thijs Bond Bruin Steur                                                                            |               |                                |
| 2e ronde                                  | Volendam                                                                                          | 3 – 0 (3 – 0) | TYBB                           |
| 16 mei 1959 Plaats: Volendam Julianaweg   | Dick Tol 6', 17' Jaap Smit 44'                                                                    |               |                                |
| 3e ronde                                  | UVS                                                                                               | 1 – 2 (1 – 1) | Volendam                       |
| 21 mei 1959 Plaats: Leiden Wassenaarseweg | Hennie Bekkering 40'                                                                              |               | 26' Henk Jonk 57' Dick Tol     |
| 4e ronde                                  | Sparta                                                                                            | 7 – 3 (3 – 3) | Volendam                       |
| 28 mei 1959 Plaats: Rotterdam Het Kasteel | Wim van der Gijp 10', –' Tinus Bosselaar Joop Daniëls 20', –' Tonny van Ede 55' Piet de Vries 60' |               | 7', 32' Dick Tol 28' Jaap Smit |

## Statistieken Volendam 1958/1959

### Eindstand Volendam in de Nederlandse Eerste divisie A 1958 / 1959
| Stand | Gespeeld | Gewonnen | Gelijk | Verloren | Punten | Doelpunten voor | Doelpunten tegen |
| ----- | -------- | -------- | ------ | -------- | ------ | --------------- | ---------------- |
| 1e    | 30       | 21       | 4      | 5        | 46     | 72              | 31               |

### Topscorers
| #                 | Naam           | Goal |
| ----------------- | -------------- | ---- |
| 1.                | Dick Tol       | 25   |
| 2.                | Harmen Veerman | 17   |
| 3.                | Johan Pelk     | 10   |
| 4.                | Jaap Smit      | 9    |
| 5.                | Piet Kes       | 3    |
| 5.                | Ben Steur      | 3    |
| 7.                | Thijs Bond     | 2    |
| 8.                | Henk Jonk      | 1    |
| 8.                | Bruin Steur    | 1    |
| Onbekend doelpunt |                |      |
| –                 | Onbekend       | 1    |
| Totaal            | Totaal         | 72   |

| #      | Naam        | Goal |
| ------ | ----------- | ---- |
| 1.     | Dick Tol    | 5    |
| 2.     | Jaap Smit   | 2    |
| 3.     | Thijs Bond  | 1    |
| 3.     | Henk Jonk   | 1    |
| 3.     | Bruin Steur | 1    |
| Totaal | Totaal      | 10   |